# Ammotrypane langii
Ammotrypane langii är en ringmaskart som beskrevs av Kükenthal 1887. Ammotrypane langii ingår i släktet Ammotrypane och familjen Opheliidae. Inga underarter finns listade i Catalogue of Life.